# Prințesa Victoria Luise a Prusiei
Prințesa Victoria Louise a Prusiei, Ducesă de Braunschweig (germană Viktoria Luise Adelheid Mathilde Charlotte; 13 septembrie 1892 – 11 decembrie 1980) a fost singura fiică din cei șapte copii ai împăratului Wilhelm al II-lea și a împărătesei Augusta Viktoria de Schleswig-Holstein. Prințesa Victoria Louise este bunica maternă a reginei Sofia a Spaniei și a fostului rege Constantin al II-lea al Greciei.

## Căsătorie

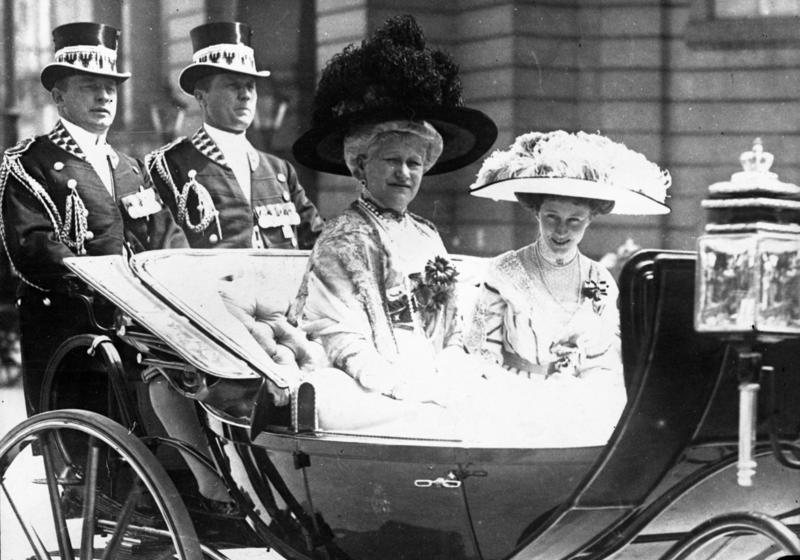
Prințesa și mama ei, Berlin, 1911.

Ernest Augustus, moștenitor al titlului de Duce de Cumberland și nepot al regelui Christian al IX-lea al Danemarcei prin mama sa, Prințesa Thyra a Danemarcei, a venit la curte și s-a îndrăgostit de Prințesa Victoria Louise.
Căsătoria lor, la 24 mai 1913 la Berlin, a pus capăt rupturii dintre Casa de Hanovra și Casa de Hohenzollern, care a început după anexarea din 1866 a Regatului de Hanovra în Regatul Prusiei, în urma războiului austro-prusac. Nunta lor a fost unul dintre marile evenimentele sociale ale regalității europene înainte de Primul Război Mondial. Acesta a fost sărbătorită în prezența regelui George al V-lea al Regatului Unit și a Țarului Nicolae al II-lea al Rusiei, precum și alte familii regale importante. 
Cinci ani mai târziu, în urma Primului Război Mondial, Wilhelm al II-lea al Germaniei precum și alți monarhi germani au renunțat la putere iar monarhia a fost abolită în Germania, Rusia și Austro-Ungaria.

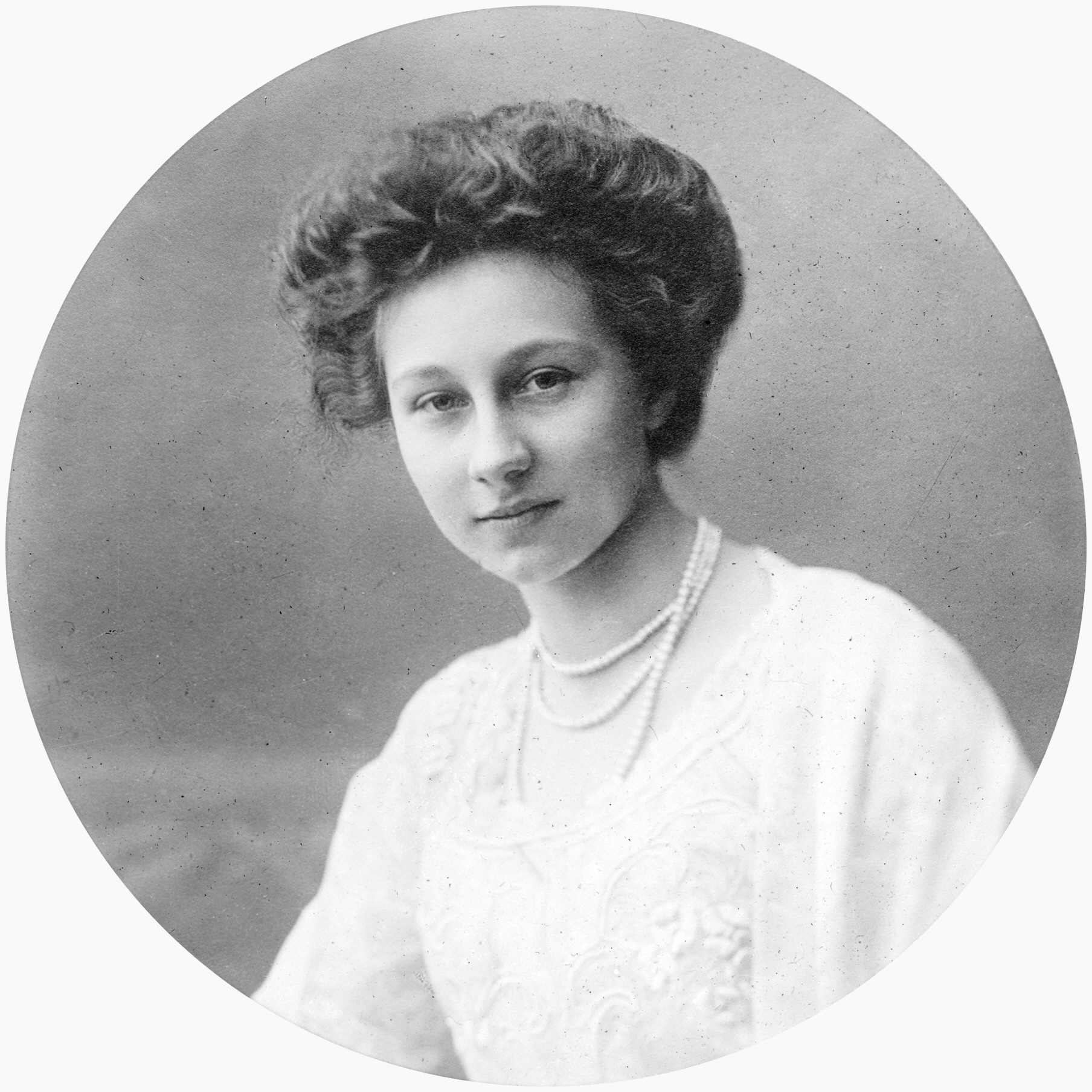
Prințesa Victoria Luise a Prusiei

Victoria Louise și Ernest Augustus au avut cinci copii:
- Ernest Augustus IV; 18 martie 1914 - 9 decembrie 1987  (73 de ani); căsătorit prima dată în 1951 cu Prințesa Ortrud de Schleswig-Holstein-Sonderburg-Glücksburg; au avut copii; recăsătorit în 1981 cu contesa Monika de Solms-Laubach; fără copii
- Prințul George William; 25 martie 1915 - 8 ianuarie 2006  (90 de ani); căsătorit în 1946 cu Prințesa Sofia a Greciei și Danemarcei; au avut copii.
- Frederica, regină a Greciei; 18 aprilie 1917 - 6 februarie 1981  (63 de ani); căsătorită în 1938 cu Paul al Greciei; au avut copii.
- Prințul Christian Oscar; 1 septembrie 1919 - 10 decembrie 1981  (62 de ani); căsătorit în 1963 cu Mireille Dutry, divorțat în 1976; au avut copii.
- Prințul Welf Henry; 11 martie 1923 - 12 iulie 1997  (74 de ani); căsătorit în 1960 cu Prințesa Alexandra de Ysenburg și Büdingen; fără copii.

## Arbore genealogic
1. ↑  Find a Grave, accesat în 22 martie 2024
2. ↑  IdRef, accesat în 10 mai 2020